# Götz Gusztáv (evezős)
Götz Gusztáv (Budapest, 1900. április 29. – Budapest, 1970. január 23.) Európa-bajnok evezős, edző, Götz Gusztáv meteorológus apja.
1925-től a Hungária Evezős Egylet sportolója volt. 1927-től 1933-ig szerepelt a magyar válogatottban. A már 1893 óta megrendezett evezős Európa-bajnokságokon a magyar evezőssport ebben az időszakban jelentős sikereket ért el. Götz Gusztáv Machán Tiborral az 1933. évi Budapesti Európa-bajnokságon bajnoki címet, az 1930. évi Liège-i Európa-bajnokságon ezüstérmet szerzett. 1930-ban tagja volt az ezüstérmet nyert Götz Gusztáv, Ivácskovics Elek, Kauser Árpád, Lafranco Alajos, Machán Tibor, Sági Kálmán, Szymiczek Alajos, Vály Rezső (kormányos: Molnár László) összeállítású magyar nyolcevezős egységnek is.  Az aktív sportolástól 1933-ban vonult vissza.
1961-ben a Testnevelési Főiskolán evezős mesteredzői oklevelet szerzett, majd a magyar evezősválogatott vezetőedzője lett.

## Sporteredményei
- Európa-bajnok (kormányos nélküli kétevezős: 1933)
- kétszeres Európa-bajnoki 2. helyezett (kormányos nélküli kétevezős: 1930 ; kormányos nyolcevezős: 1932)
- kétszeres Európa-bajnoki 4. helyezett (kormányos nyolcevezős: 1929 ; kormányos négyevezős: 1931)
- nyolcszoros magyar bajnok (kormányos nyolcevezős: 1927, 1929, 1930, 1932 ; kormányos nélküli kétevezős: 1929, 1930, 1932, 1933)